# 李倩怡
李倩怡（英語：Lee Sin Yi，1999年—），是一名香港女子，2016年因參與旺角騷亂，被控兩項暴動罪。惟她於2017年1月保釋期間未有出席區域法院的聆訊，法庭除充公其三千元保釋金，亦發出拘捕令，目前被香港警方通緝。
李倩怡匿藏多個月後，2017年8月網上流傳一段其聲明及錄音，她在聲明中指不相信香港有法治，謂：「你哋可以話怯懦，逃避香港司法嘅審判。」她又指稱是獲得台獨派協助，展開自己選擇的流亡。
台灣移民署確認，李倩怡自2017年1月6日持旅遊簽入境後尚未出境，在台已逾期停留，移民署已積極協尋，若提專案長期居留申請，將依法受理。

## 事件
李倩怡於2016年農曆新年旺角騷亂時向警方投擲雜物，被警方制服並被拘捕。李倩怡其後被控兩項暴動罪及一項襲警罪。
李倩怡其後在2017年1月流亡台灣，缺席聆訊而被法庭頒下通緝令。
2017年8月22日，李倩怡發佈錄音，公開宣稱自己已獲台灣人權組織照顧，並批評現時香港司法機構只會製造政治犯，明言對香港法治不存希望。
另外，有討論區提及"Turbo"此人，有可能是李倩怡。
2019年5月7日，李以預先錄音形式出席基進黨的節目，同場有以視像訪問的林榮基及主持林保華和楊月清，這是李倩怡來到台灣后再次公開發聲。此事引起陸委會和移民署關注，移民署表示會積極協尋。